# راه‌پیمایی برای زندگی

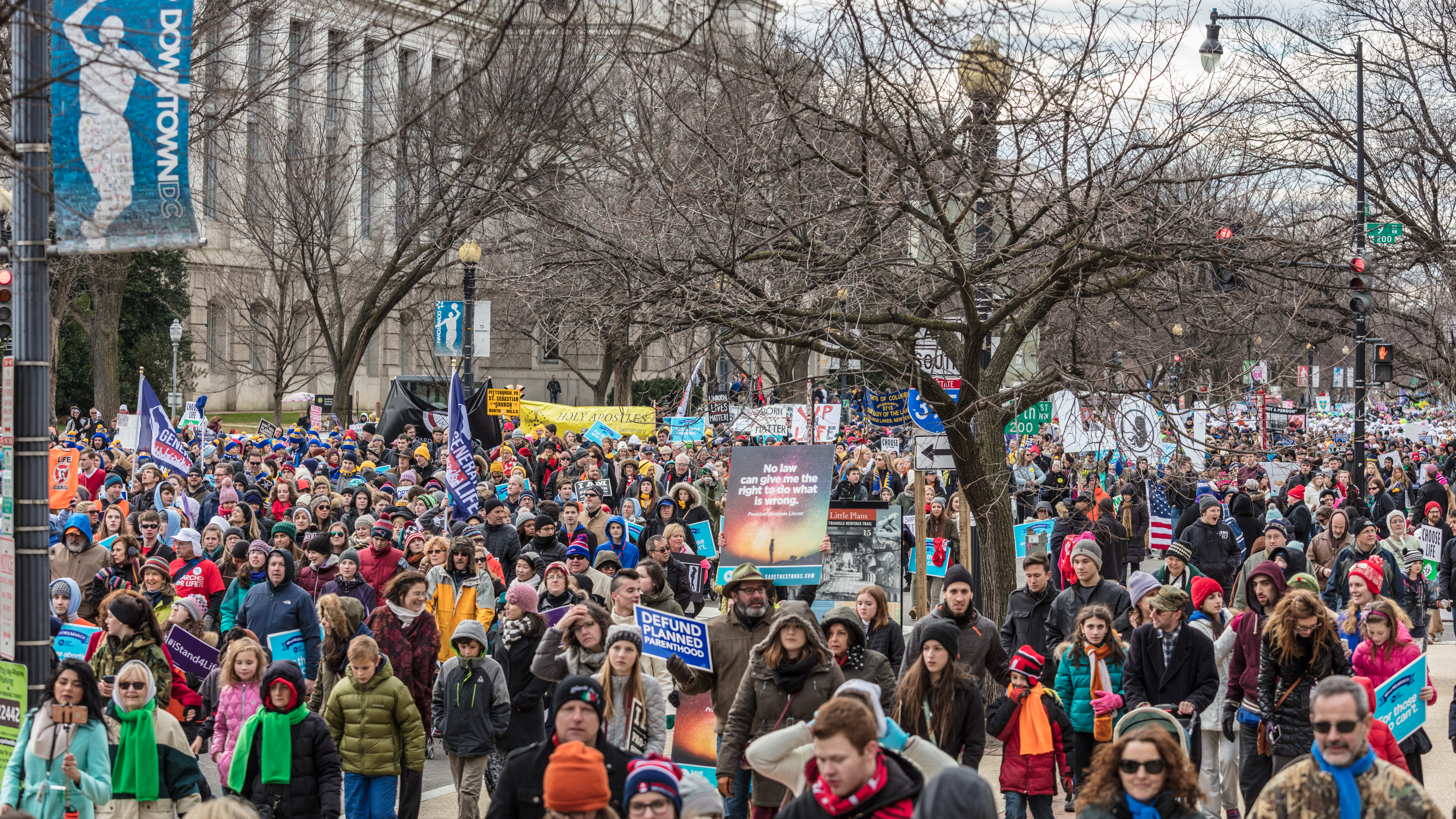

راهپیمایی برای زندگی اعتراضات صلح آمیز سالانه ای است که در اعتراض به سقط جنین و قانونی بودن آن در واشینگتن دی سی برگزار می‌شود. تاریخ این تظاهرات در سالگرد صدور حکم تاریخ‌ساز رو در برابر وید است که در سال ۱۹۷۳ از سوی دیوان عالی ایالات متحده آمریکا صادر شد و از سقط جنین جرم زدایی کرد. این تظاهرات که هدف اعلام شدهٔ آن «پایان دادن به سقط جنین از طریق متحدسازی، آموزش و به حرکت درآوردن حامیان زندگی در عرصه عمومی» است خواهان لغو رو در برابر وید است.